# Touché
En esgrima, touché (en francès, tocat \tü-ˈshā\) és emprat com un reconeixement d'un cop, dit per l'esgrimista que és colpejat.

## Cultura popular
La paraula "touché" s'usa molt sovint a la cultura popular i a les converses en general, sobretot en els debats. Si una persona presenta un argument i l'altre li respon amb una resposta intel·ligent o apropiada, la primera persona pot respondre touché. És una manera de reconèixer una bona resposta. Tanmateix existeix un moviment d'esgrima que es diu rèplica, que es refereix a una acció ofensiva amb la intenció de colpejar a l'opositor, fet per l'esgrimista que acaba de parar l'atac i en el lèxic comú és entès com una resposta ràpida i enginyosa a un argument o un insult.

## Etimologia
Prové del francès, del passat participi de toucher, de l'antic francès tuchier